# Martin Fous
Martin Fous (* 14. Januar 1987 in Šumperk, Tschechoslowakei) ist ein deutsch-tschechischer Eishockeytorwart, der zuletzt beim ERV Schweinfurt in der Oberliga-Süd unter Vertrag stand.

## Karriere
Martin Fous begann seine Karriere als Eishockeyspieler in der Jugend der tschechischen Proficlubs HC Olomouc, HC Litvínov und HC Zlín, für die er von 2002 bis 2006 aktiv war. Nach einem Jahr Pause erhielt der Torhüter für die Saison 2007/08 einen Vertrag beim ESV Kaufbeuren in der deutschen Oberliga. Hier hatte in den 1990er Jahren bereits sein Vater Čestmír Fous im Tor gestanden. Nach einem Jahr wechselte er zu den SERC Wild Wings, für die Fous in der folgenden Spielzeit in insgesamt 18 Spielen in der 2. Bundesliga zwischen den Pfosten stand, ehe er im Sommer 2009 von den Hamburg Freezers aus der DEL verpflichtet wurde. Im Januar 2010 erhielt Fous eine Förderlizenz für die Wölfe Freiburg, um in der 2. Bundesliga Spielpraxis zu erlangen. 
Seit Dezember 2010 ist Martin Fous beim EHC Klostersee in der Oberliga-Süd unter Vertrag. Ende Januar 2011 wurde Fous zusätzlich mit einer Förderlizenz der Grizzly Adams Wolfsburg für die Deutsche Eishockey Liga ausgestattet. Zur Saison 2011/12 wurde er fest von den Grizzly Adams Wolfsburg verpflichte, die ihn jedoch anschließend an den Oberligisten Kassel Huskies verliehen.
Für die Saison 2012/13 erhielt Fous einen Kontrakt bei den Eispiraten Crimmitschau und agierte dort hinter Sebastian Albrecht als zweiter Torhüter. Zuletzt spielte der Deutsch-Tscheche von November 2013 bis Saisonende in der Oberliga-Süd beim ERV Schweinfurt.